# Tagebau Frechen
Der Tagebau Frechen ist ein ehemaliger Braunkohle-Tagebau zwischen Frechen und Kerpen. Der um 1949 aufgetane Zentraltagebau in der nördlichen Ville (Mittleres Revier) war der erste Großtagebau im  Rheinischen Revier. Heute ist das Gelände rekultiviert.

## Betrieb

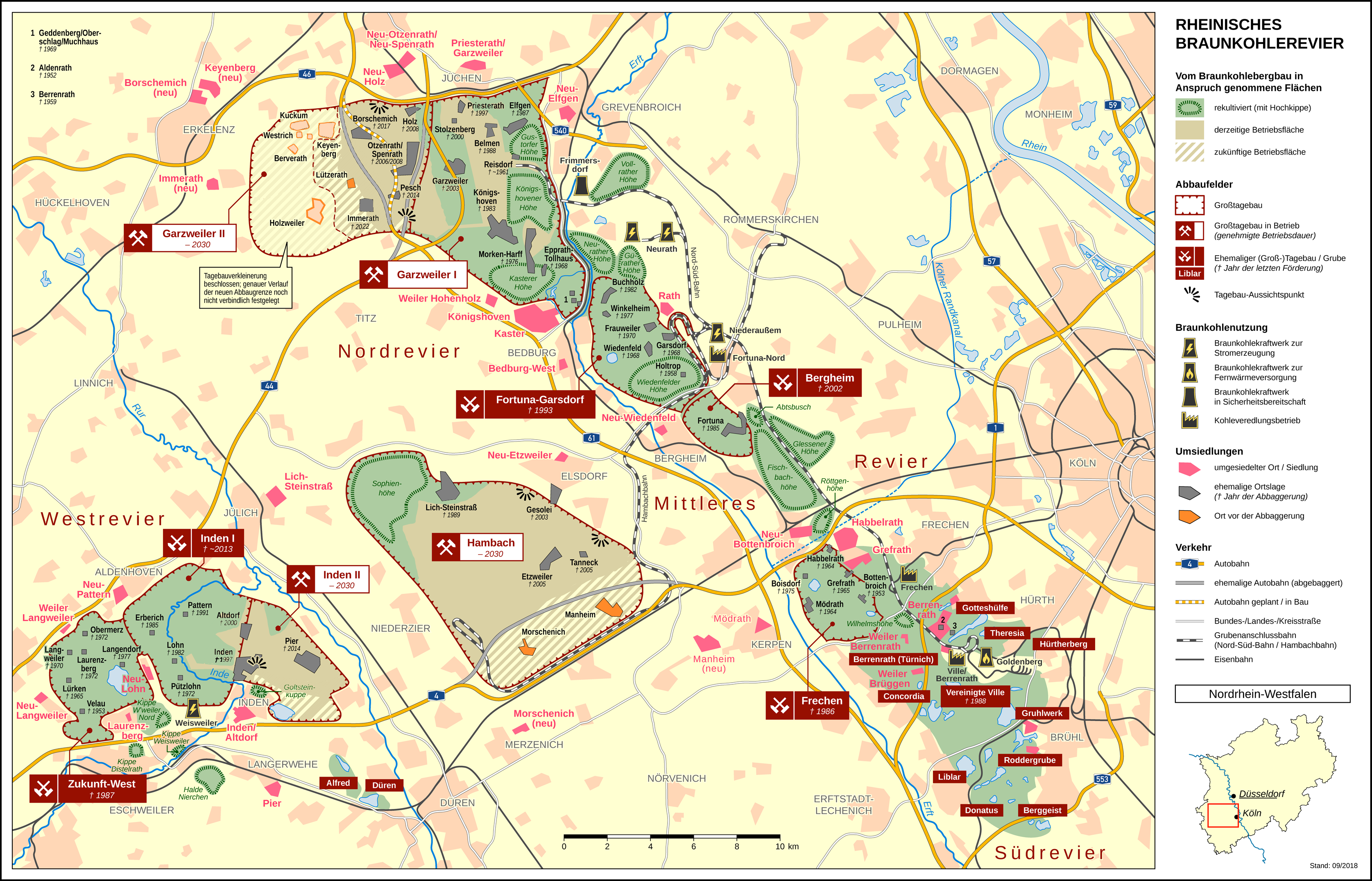
Rheinisches Braunkohlerevier

Der Tagebau Frechen entstand als Zusammenschluss und Erweiterung mehrerer, kleinerer Abbaufelder, in denen von verschiedenen Firmen bereits seit Ende des 19. Jahrhunderts Braunkohle zur Verwendung in Brikettfabriken abgebaut wurde. Nach mehreren Jahrzehnten waren diese Felder ausgekohlt und es mussten neue Vorkommen erschlossen werden, die aber in größerer Tiefe lagen.
Nach dem Zweiten Weltkrieg wurden die Baggerarbeiten unter der Regie der Rheinischen AG für Braunkohlebergbau und Brikettfabrikation (später Rheinbraun) im neuen, großen Zentraltagebau Frechen fortgesetzt. Ab 1952 förderte der Tagebau Kohle und versorgte über einen Bahnanschluss zur Köln-Frechen-Benzelrather Eisenbahn und zur Nord-Süd-Bahn die nahegelegenen Braunkohlekraftwerke und Brikettfabriken (z. B. Brikettfabrik Wachtberg und Brikettfabrik Grube Carl in Frechen) mit Brennstoff.
Zu Zeiten seiner größten Ausdehnung hatte der Tagebau eine Größe von etwa 1150 ha und eine Tiefe von etwa 250 m. Das Flöz hat eine Mächtigkeit von etwa 40–50 m und fällt nach Westen hin ab. Es wurden insgesamt etwa 334 Millionen Tonnen Braunkohle gefördert, wofür etwa die 2,5-fache Menge an Abraum fortgeschafft werden musste (ein für heutige Verhältnisse günstiges Verhältnis).
Im Laufe der Betriebszeit wurden einige Ortschaften ganz oder teilweise abgebaggert. Etwa 7000 Bewohner mussten daher umgesiedelt werden.
- Bottenbroich (1949 umgesiedelt) mit Kloster Bottenbroich (um 1951 abgebaggert)
- Kerpen-Boisdorf (1975 abgebaggert)
- Kerpen-Mödrath (1956 umgesiedelt)
- Frechen-Habbelrath (1960–1970 teilweise abgebaggert)
- Frechen-Grefrath (1952–1965 teilweise umgesiedelt)
- Kerpen-Balkhausen

## Nachfolgenutzung
Nachdem die Auskohlung abgeschlossen war, wurde der Tagebau bis 2003 mit Kies und Abraummaterial aus den benachbarten Tagebauen Garzweiler und Hambach (wiederum mit der Bahn herangeschafft) verfüllt und rekultiviert. Das Gelände wird nun teilweise landwirtschaftlich, teilweise als Industriegebiet (Türnich I) und teilweise zur Naherholung genutzt. Am Gruben-Rand-Hang bei Grefrath entstand sogar ein Weinberg von etwa 900 m² und über 300 Rebstöcken, der bis zu 600 Flaschen bringt. In einer Geländemulde entstand der Boisdorfer See (24 m tief, 17 ha groß, Volumen etwa 1,5 Mio m³); außerdem wird eine große Fläche vom Erftverband als Hochwasserrückhaltebecken für die Erft genutzt.

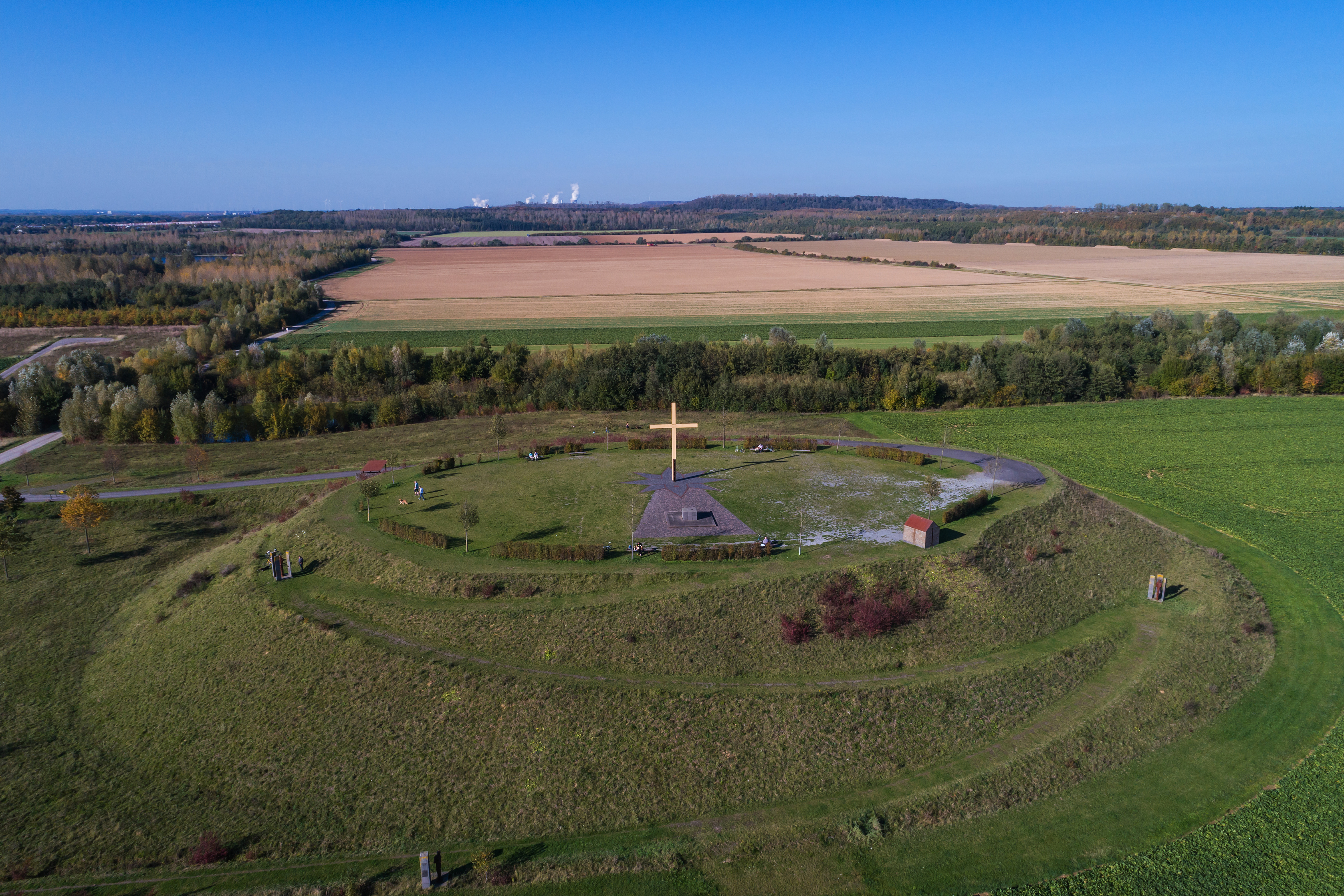
Papsthügel auf dem Marienfeld

Breite öffentliche Aufmerksamkeit bekam das Tagebaugelände durch das Marienfeld, das zum Weltjugendtag 2005 eigens für einen großen Gottesdienst mit Papst Benedikt XVI. dort angelegt wurde.